# Воронков, Игорь Сергеевич
И́горь Серге́евич Воронко́в (укр. Ігор Сергійович Воронков; род. 24 апреля 1981[…], Дзержинск, Донецкая область) — украинский футболист, полузащитник, тренер.

## Карьера
Первые тренеры — В. И. Загнойко, В. В. Онищенко. Начинал карьеру в любительских украинских клубах: «Уголёк» из Димитрова и «Шахтёр» из Дзержинска.
Играл за белорусские команды «Днепр-Трансмаш», жодинское «Торпедо», ФК «Минск», ФК «Гомель», «Белшина». Играя за ФК «Минск», забил первый гол столичного клуба в Лиге Европы (30 июля 2011, матч против АЗАЛА).
В январе 2014 подписал контракт с минским «Динамо». Забил гол в первом же официальном матче новой команды (1-й тур чемпионата Беларуси, матч против «Днепра»). Во всех турнирах сыграл 51 матч и забил 1 гол. Сыграл 5 матчей на групповом этапе Лиги Европы (2014/15). В декабре 2015 покинул клуб ввиду истечения контракта.
В 2016 году выступал за клубы «Слуцк» и «Крумкачы».
В январе 2020 года перешел в «Арсенал» (Дзержинск).

## Тренерская карьера
После завершения карьеры игрока остался в дзержинском «Арсенале» в тренерском штабе в роли ассистента главного тренера. В сентябре 2022 года покинул клуб.

## Достижения
«Минск»
- Бронзовый призёр чемпионата Белоруссии: 2010

«Гомель»
- Обладатель Суперкубка: 2012

«Динамо» (Минск)
- Серебряный призёр чемпионата Белоруссии (2): 2014, 2015